# Earnie Shavers
Earnie Shavers, eigentlich Earnie Dee Shaver, (* 31. August 1944 in Garland, Alabama; † 1. September 2022 in Virginia) war ein US-amerikanischer Boxer im Schwergewicht. Er wurde mit mehreren „Kampfnamen“ tituliert, unter anderem The Acorn, The Black Destroyer oder K.-o.-King.

## Laufbahn
Er hatte eine kurze, aber erfolgreiche Amateurkarriere, deren Höhepunkt der Gewinn der US-amerikanischen Meisterschaft des Jahres 1969 war. 1968 galt er als einer der aussichtsreichen Kandidaten, der die USA bei den Olympischen Spielen in Mexiko vertreten sollte, allerdings wurde ihm dann der spätere Olympiasieger George Foreman vorgezogen. 1969 erlitt Shavers gegen den bayerischen Schwergewichtler Horst Koschemann eine K.-o.-Niederlage.
Nach dem Gewinn der Amateurmeisterschaft begann Earnie Shavers im November 1969 eine professionelle Karriere als Schwergewichtsboxer, zunächst unter dem Manager Don King.
Shavers bestach von Anfang an durch große Schlagkraft in seiner Rechten. Andererseits verfügte er weder über adäquate Nehmerfähigkeiten noch über konditionelle Voraussetzungen, die ihm eine größere Karriere mit dem Gewinn des Schwergewichtstitels ermöglicht hätten.
Gegen den damals noch ungeschlagenen Ron Stander ging er 1970 erstmals k. o. Stander wurde später, nach seinem Titelkampf gegen Joe Frazier, vom „Ring Magazine“ als schlechtester Herausforderer der Schwergewichtsgeschichte bezeichnet. Sein bedeutendster Sieg gegen einen bekannten Boxer mit guten Nehmerfähigkeiten gelang Shavers 1973 gegen Jimmy Young. Der noch unerfahrene Young hatte zu jenem Zeitpunkt allerdings erst zehn Profikämpfe absolviert, wohingegen Shavers bereits 44 Kämpfe bestritten hatte.
Seinen Durchbruch in der Anerkennung der Boxexperten erzielte Shavers noch im selben Jahr durch einen beeindruckenden K.-o.-Sieg gegen den ehemaligen Weltmeister Jimmy Ellis. Shavers war zu Beginn des Kampfes selbst schwer angeschlagen, der als nicht besonders schlagstark bekannte Ex-Weltmeister verausgabte sich völlig beim Versuch den K. o. zu erzwingen, konnte so vom konternd nachsetzenden Shavers erwischt werden und ging sehr schwer k. o. Im nächsten Kampf gegen Jerry Quarry, einen sehr schlagstarken Boxer mit bekannt gutem Kinn, ging Shavers nach einem offenen Schlagabtausch in der ersten Runde k. o. Im November 1974 wies Shavers eine Kampfbilanz von 4 Niederlagen und 1 Unentschieden in 46 Kämpfen auf. Er verlor nach Punkten gegen den unbekannten Ron Stallings, musste dabei wiederum zu Boden. Im Jahr 1975 verlor er dann gegen den schlagstarken Ron Lyle, einen ihm ähnlichen Boxertyp, durch Technischen K. o. in der sechsten Runde. Shavers fühlte sich nach dem Kampf etwas verschaukelt, weil er selbst Lyle zu Beginn des Kampfes schwer angeschlagen hatte. Dieser sei mit Hilfe des Ringrichters durch einen regelwidrigen „Long-Count“ über die Zeit gerettet worden, als Konzession an das Publikum in Lyles Heimatstadt, wo der Kampf stattfand.
Die Jahre 1976 bis 1979 können als Höhepunkt in Shavers professioneller Boxerkarriere gesehen werden, hier konnte er zweimal um den Weltmeistertitel kämpfen. Als er 1976/77 nacheinander drei hocheingeschätzte Gegner (Clark, Williams, Smith) k. o. schlug, hatte er sich für höhere Aufgaben qualifiziert. Den am 11. Dezember 1976 in Las Vegas veranstalteten Kampf gegen den von der Box-Legende Joe Louis betreuten Roy „Tiger“ Williams, einen ehemaligen Sparringspartner von Muhammad Ali, bezeichnete Shavers im Nachhinein als den härtesten Kampf seiner Karriere. Er gewann nach einem harten Schlagabtausch, in dem beide Kontrahenten sich bis zum Leistungslimit verausgabten und am Rande des K. o. balancierten, durch endgültigen K. o. in der zehnten Runde.
Am 29. September 1977 konnte Shavers gegen Muhammad Ali erstmals um den Schwergewichtstitel kämpfen. Zur allgemeinen Überraschung konnte er boxerisch mithalten, konnte Ali zu Beginn des Kampfes mehrmals schwer anschlagen, verlor aber schließlich mit sechs zu neun Runden nach Punkten. Die abschließende fünfzehnte Runde des Kampfes, in der Shavers noch erstaunlicher auch konditionell mithalten konnte, wurde als eine der besten Runden des Jahres nominiert. Ali äußerte sich nach dem Kampf über Shavers Schlagkraft: „Earnie hit me so hard, he shook my kinfolk back in Africa!“ (Earnie schlug mich so hart, dass es noch meine Vorfahren in Afrika erschütterte).
Teddy Brenner, der Matchmakler des Madison Square Garden sagte allerdings im Anschluss, wenn Ali schon mit einem Shavers so große Probleme hat, sollte er aufhören, im Garden sei er nicht mehr willkommen.
Doch am 28. September 1979 in seinem nächsten Kampf gegen den jungen Larry Holmes zeigte sich wieder Shavers boxerische Limitierung. In einem Zwölfrunder verlor er jede Runde.
In einem Ausscheidungskampf zur Herausforderung des nunmehrigen Titelträgers Holmes, boxte Shavers 1979 gegen Ken Norton, der zuvor Kämpfe auf Augenhöhe gegen Muhammed Ali und Larry Holmes geliefert hatte, und schlug ihn in der ersten Runde schwer k. o. So kam es zum Rückkampf gegen Holmes, dieses Mal ging es um den Weltmeistertitel (WBC). Holmes hatte abermals keinerlei Probleme mit Shavers, bis er sich in der siebenten Runde einen Volltreffer einfing und schwer zu Boden ging. Durch große Willenskraft kam er aber nach oben und gewann später durch K. o. Mehr als alle anderen Niederschläge begründete dieser den Mythos Shavers.
Zwei weiteren K.-o.-Niederlagen im Jahr 1980 gegen Bernardo Mercado, einen großgewachsenen Schläger, und gegen den bulligen „Betonschädel“ Randall „Tex“ Cobb beschädigten Shavers Nimbus als Weltklasseboxer unwiederbringlich. Insbesondere die Niederlage gegen den boxerisch arg limitierten Cobb wurde ihm von der Fachpresse verübelt, gar als „unverzeihlich“ hingestellt. So schrieb das angesehenste Fachblatt „Ring-Magazine“: „His knockout loss at the hands of Tex Cobb cannot be forgiven. Shavers totally exhausted himself teeing off on Cobb’s cement head. By the eight round he could no longer lift his arms, and Cobb, hitting him at will, didn’t even have the firepower to knock him down.“ (Seine K.-o.-Niederlage durch die Hände von Tex Cobb kann nicht verziehen werden. Shavers verausgabte sich völlig, indem er sich an Cobbs Zementschädel leerschlug. In der achten Runde konnte er seine Arme nicht mehr heben, so dass Cobb nach Belieben auf ihn einschlagen konnte und dabei noch nicht einmal die Feuerkraft besaß, ihn niederzuschlagen.) Im Jahr 1982 trat er gegen Joe Bugner an. Er schlug Bugner in der ersten Runde zu Boden und gewann den Kampf durch Technischen Knockout in der zweiten Runde.

## Mythos Shavers
Da er fast alle seine Siege durch kurzrundige K. o. erlangte, wird Shavers heute von vielen Box-Experten und Journalisten als der am härtesten schlagende Schwergewichtsboxer aller Zeiten dargestellt. Noch schwerer wiegen die Aussagen seiner legendären Gegner Muhammad Ali und Larry Holmes, die jeweils nach dem Ende ihrer Karriere aussagten, Shavers sei der härteste „Puncher“, dem sie jemals im Ring gegenübergestanden hätten. Angesichts der Gegnerschaft dieser beiden legendären Boxer, die unter anderem Puncher wie Sonny Liston, Jerry Quarry, Joe Frazier oder George Foreman sowie Gerry Cooney und Mike Tyson umfasste, eine bemerkenswerte Aussage, die naturgemäß nicht objektiv messbar ist. Fans von Mike Tyson wenden so zum Beispiel ein, ihr Idol sei im Gegensatz zu Shavers schließlich im Stande gewesen, (den allerdings gealterten) Larry Holmes k. o. zu schlagen. Holmes selbst betonte mehrfach, dass Shavers deutlich härter geschlagen hatte als Tyson. Er verglich: „Being hit by Mike Tyson was like getting hit by a speeding Ferrari, being hit by Earnie Shavers was like being hit by a Mac Truck!“(Von Tyson geschlagen zu werden, das ist wie von einem rasenden Ferrari angefahren zu werden – von Shavers geschlagen zu werden, das ist als werde man von einem schweren LKW gerammt).

## Sonstiges
Shavers beendete seine aktive Laufbahn im Jahre 1995, nachdem er in den 1980er- und 1990er-Jahren nur noch sporadisch einige unbedeutende Kämpfe absolvierte. Danach arbeitete Shavers einige Jahre als kirchlicher Seelsorger in Phoenix, Arizona. Er war auch zeitweise Gärtner bei Don King. Im Jahre 2000 siedelte er nach England über, wo er in einem Nobelrestaurant in Liverpool als Empfangschef arbeitete. Shavers starb einen Tag nach seinem 78. Geburtstag im Zuhause einer seiner Töchter im US-Bundesstaat Virginia.